# Публий Деций Мус (консул 340 года до н. э.)
Публий Деций Мус (лат. Publius Decius Mus; ум. 340 до н. э.) — консул Древнего Рима 340 до н. э.
В 352 до н. э. Публий Деций был назначен одним из пяти «стольщиков» (лат. mensarii), занимавшихся облегчением долговых обязательств заёмщиков. В 343 до н. э. во время Первой Самнитской войны служил военным трибуном под командованием консула того года Авла Корнелия Косса Арвины. Во время одного из переходов консул, заведя войско в ущелье горы Гавра, был застигнут самнитами на невыгодной позиции. Публий Деций посоветовал консулу занять находившийся поблизости холм, вызвавшись руководить этой операцией. Самниты упустили войско Авла Корнелия, однако, окружили и осадили отряд Деция. Совершив ночью вылазку, Публий Деций перебил дозорных и соединился с легионами консула. После этого римляне разбили самнитов и захватили их лагерь. Таким образом, благодаря своему героизму Публий Деций спас римское войско и вывел свой отряд из-под осады. За это Авл Корнелий наградил его золотым венком и сотней быков, а также ещё одним белым быком с золочёными рогами. Легионы вручили ему травяной венок за снятие осады, ещё один такой же ему вручил его собственный отряд.
В 340 до н. э. во время Второй Латинской войны Публий Деций был избран консулом совместно с Титом Манлием Империозом Торкватом. Выступив против латинов, консулы стали лагерем около Капуи. По сохранённому Ливием преданию им приснился вещий сон о том, что победителем в предстоящем сражении будет та сторона, чей командир погибнет в бою. Консулы решили, что в жертву подземным богам и Матери Земле принесёт себя тот, чьи войска первыми дрогнут в бою. Во время битвы первым начал отступать левый фланг римлян, которым командовал Деций. Деций подозвал понтифика и под его руководством произнёс жертвенные слова, после чего бросился в центр сражения. В этой битве римляне одержали верх. Вдохновлённый геройской смертью Публия Деция его сын точно так же во время битвы принес себя в жертву ради блага республики.